# Орёл (памятный знак)
Орёл — скульптура, расположенная на вершине меловой горы, к западу от автодороги Вёшенская — Миллерово, вблизи хутора Белогорского Шолоховского района Ростовской области.
Фигура работы скульпторов Н. В. Можаева, Э. В. Можаевой и архитектора В. Г. Десятничука. Памятный знак видно издалека, поскольку его высота достигает 3,5 м, с пьедесталом из бетона — 7 м, с учетом кургана — 14 м, размах крыльев — 7,5 м. Вес — 13,5 т. Постановлением министерства культуры Ростовской области № 59 от 9 февраля 2017 года памятник входит в перечень объектов культурного наследия регионального значения.

## Описание
Памятник представляет собой скульптурное изображение орла весом в полторы тонны, размахом крыльев семь с половиной метров, изготовленную из чугуна, бронзы и бетона, стоящую на естественном степном кургане. На постаменте — слова А. Серафимовича о молодом Шолохове: «Ехал я по степи… На кургане чернел орёлик. Пыльная дорога извилисто добежала к самому кургану и поползла, огибая. Тогда вдруг расширились крылья — ахнул я…Расширились громадные крылья. Орёлик мягко отделился и, едва шевеля; поплыл над степью. Вспомнил я синеюще — далекое, когда прочитал „Тихий Дон“ Михаила Шолохова. Молодой орёлик, желтоклювый, а крылья размахнул.» В образе орла скульптор отобразил судьбу М. Шолохова, окрыленность его таланта.

## История
Памятный знак «Орел» был установлен в 1983 году при въезде в станицу Вешенскую в канун 100-летнего юбилея со дня рождения писателя М. Шолохова . По сути, это был первый памятник Шолохову на его родине. 22 года простоял чугунно-бетонный орёл, омываемый холодными дождями и обдуваемый степными ветрами.
Несколько лет тому назад памятник стал разрушаться. Изъеденные ржавчиной крылья надломились, некогда гордая голова совсем наклонилась, металлический каркас с годами пришёл в негодность. Неоднократно мастера пытались спасти скульптуру — залечивали «раны» заливкой бетона, но всё было напрасно — орёл «умирал».
В администрации Ростовской области решили воссоздать памятник. Министерством культуры России был объявлен конкурс, в котором приняли участие лучшие мастера — литейщики страны.
Победил «Грант» из Волгодонска — единственный участник тендера, не имеющий никакого отношения к литейному производству. Прежний орёл был сделан из чугуна, бронзы и бетона. Весил около 13 тонн, предложили абсолютно новую технологию изготовления фигуры птицы из современного композитного материала — стеклопластика «под чугунное литьё», вес 1,5 т. Это позволило не только выполнить заказ в кратчайшие сроки, но и уменьшить вес конструкции почти в семь раз. Специалисты Инженерного центра уверены, что теперь орёлик сто лет простоит. Так станица Вёшенская «породнилась» с городом Волгодонском.

## Примечание
1. ↑  Valentin. Можаев Николай Васильевич. lib-lg.com. Дата обращения: 25 декабря 2019. Архивировано 25 декабря 2019 года.
2. ↑  Постановление министерства культуры Ростовской области от 09.02.2017 № 59 «Об утверждении предмета охраны объекта культурного наследия регионального значения «Памятный знак «Орел» - Официальный интернет-портал правовой информации Ростовской области. pravo.donland.ru. Дата обращения: 24 декабря 2019. Архивировано 24 декабря 2019 года.
3. ↑  ООО «Союз писателей России» - Ушёл из жизни выдающийся скульптор Н. В. Можаев. donpisatel.ru. Дата обращения: 25 декабря 2019. Архивировано 25 декабря 2019 года.
4. ↑  IFRIGATE.RU. Памятный знак «Орел» - Достопримечательность Dontourism.ru. dontourism.ru. Дата обращения: 25 декабря 2019.